# Devetak (Lukavac)
Pour les articles homonymes, voir Devetak.
Devetak (en cyrillique : Деветак) est une localité de Bosnie-Herzégovine. Elle est située dans la municipalité de Lukavac, dans le canton de Tuzla et dans la fédération de Bosnie-et-Herzégovine. Selon les premiers résultats du recensement bosnien de 2013, elle compte 2 251 habitants.

## Géographie
La localité est située au nord-est du lac de Modrac.

## Démographie

### Évolution historique de la population
| 1948 | 1953 | 1961  | 1971  | 1981  | 1991  | 2013  |
| ---- | ---- | ----- | ----- | ----- | ----- | ----- |
| -    | -    | 1 656 | 1 929 | 2 123 | 2 268 | 2 251 |

|  |

### Communauté locale
En 1991, la communauté locale de Devetak comptait 2 427 habitants, répartis de la manière suivante :